# Techlabs Cup
Techlabs Cup — киберспортивный турнир, проводимый с 2010 года в различных странах СНГ. Первый турнир, под названием Techlabs Cup 2010, состоялся 3 апреля 2010 года.

## 2011
17-18 сентября 2011 года, в киевском компьютерном центре Киев Киберспорт Арена прошёл турнир по WarCraft III DotA, Counter Strike 1.6 и StarCraft II. Общий призовой фонд составил около $16 000.

## 2013
Турнир прошёл в Москве. Своим размахом он закрепил за собой статус 5-го по величине в мире среди киберспортивных турниров. Всего было разыграно 86 000 долларов. Двухдневный марафон в online-трансляциях посмотрело более 2 000 000 человек. Параллельно с играми компании-партнёры на своих стендах демонстрируют свои продукты. На своём стенде компания Wargaming.net представила свою новинку World of Warplanes.

### Турнирные таблицы
| Дисциплина         | 1              | 1               | 2                  | 2               | 3             | 3             | 4          | 4             |
| ------------------ | -------------- | --------------- | ------------------ | --------------- | ------------- | ------------- | ---------- | ------------- |
| League of Legends  | Ultra Vires    | 15 000 долларов | tyan ne nygni      | 10 000 долларов |               |               |            |               |
| Point Blank        | AoeXe          | 10 000 долларов | Astana Dragons     | 2000 долларов   | UNIQUE        | 2000 долларов | MaD        | 2000 долларов |
| Counter-Strike: GO | Astana Dragons | 10 000 долларов | Universal Soldiers | 5000 долларов   | Natus Vincere | 3500 долларов | 3DMAX      | 1500 долларов |
| Dota 2             | Natus Vincere  | 12 500 долларов | Team Empire        | 7500 долларов   | Power Rangers | 3500 долларов | Virtus.pro | 1500 долларов |